# ذراع المديحي (حالمين)

تعديل مصدري - تعديل

ذراع المديحي هي إحدى قرى عزلة حبيل الريدة بمديرية حالمين التابعة لمحافظة لحج، بلغ تعداد سكانها 89 نسمة حسب تعداد اليمن لعام 2004.